# Bies
« Biès » redirige ici. Pour les autres significations, voir Biès (homonymie) et Jean Biès.
Le Bies (ou SY Bies) est un ketch polonais, à coque acier, construit en 1972 pour le Club de sport de Nysa. Il appartient depuis 2012 à un armateur privé.
Son immatriculation de voile est POL 67.

## Histoire
Ce ketch à gréement bermudien a été conçu pour la compétition. La coque a été réalisée dans une usine d'équipement industriel à  Nysa et sa finition sur un chantier naval de yachting  à Szczecin en  Pologne.
Il est le seul voilier de ce type. N'ayant pas eu certification par la Société de classification, il a une restriction de navigation (mer du Nord, Baltique, Manche et Méditerranée…)
Il a réalisé de nombreuses croisières dans sa zone de restriction. Il dispose de 3 cabines pour 10 passagers.
Il  a participé, en classe D, à la Tall Ships Races 2013 en mer Baltique.